# 原銳紅蝽
原銳紅蝽（学名：Euscopus rufipes）为紅蝽科銳紅蝽屬下的一个种。